# Cranbrook (British Columbia)
|                       | Jan   | Feb  | Mär  | Apr  | Mai  | Jun  | Jul  | Aug  | Sep  | Okt  | Nov  | Dez   |   |       |
| Mittl. Tagesmax. (°C) | −3,2  | 1,5  | 7,1  | 12,8 | 17,7 | 21,6 | 25,6 | 25,4 | 19,6 | 11,7 | 2,3  | −3,1  | ⌀ | 11,6  |
| Mittl. Tagesmin. (°C) | −11,8 | −8,4 | −3,8 | 0,2  | 4,6  | 8,2  | 10,9 | 10,2 | 5,1  | −0,3 | −5,5 | −10,8 | ⌀ | −0,1  |
|                       |       |      |      |      |      |      |      |      |      |      |      |       |   |       |
| Niederschlag (mm)     | 30,2  | 21,2 | 21,3 | 26,8 | 43,2 | 52,8 | 38,2 | 31,6 | 28,4 | 18,4 | 37,5 | 33,9  | Σ | 383,5 |
|                       |       |      |      |      |      |      |      |      |      |      |      |       |   |       |
| Regentage (d)         | 11,1  | 8,9  | 8,9  | 8,7  | 11,2 | 12,5 | 9,4  | 8,7  | 8,0  | 7,5  | 11,5 | 12,4  | Σ | 118,8 |

| −11,8 |

| −8,4 |

| −3,8 |

| 0,2 |

| 4,6 |

| 8,2 |

| 10,9 |

| 10,2 |

| 5,1 |

| −0,3 |

| −5,5 |

| −10,8 |

| −11,8 |

| −8,4 |

| −3,8 |

| 0,2 |

| 4,6 |

| 8,2 |

| 10,9 |

| 10,2 |

| 5,1 |

| −0,3 |

| −5,5 |

| −10,8 |

Cranbrook ist eine Stadt im Südosten von British Columbia, Kanada. Sie ist Sitz des Bezirks Regional District of East Kootenay.

## Geschichte
Ursprünglich wurde das Land von den First Nation besiedelt. In der Gegend um das heutige Cranbrook lebten und leben die Kutenai. In deren Sprache heißt die heutige Stadt ʔakis`akǂiʔit. Seinen heutigen Namen erhielt die Stadt im Rahmen der Besiedlung durch Europäer Ende des 19. Jahrhunderts. Colonel James Baker hatte hier Land erlangt und benannte die entstehende Ansiedlung nach seiner Heimat Cranbrook in England. 1898 erreichte er, dass die Canadian Pacific Railway ihre Strecke über den Crowsnest Pass nicht durch die nahegelegene Goldgräberstadt Fort Steele baute, sondern durch Cranbrook.
1891 eröffnete nördlich von Cranbrook eine kirchliche Internatsschule, die „St. Eugene's Indian Residential School“. Dabei handelte es sich um eine von rund 130 in ganz Kanada bestehenden Residential School für die Kinder der Indianer und Inuit, die dort überwiegend gegen ihren Willen internatsartig untergebracht wurden. Die Schule bei Cranbrook wurde von verschiedenen Kirchen betrieben und wechselte mehrfach den Namen. Sie wurde schließlich 1970 geschlossen. Allgemein kam es in diesen Schulen, welche in der Regel von kirchlichen Organisationen betrieben wurden, zu Tausenden von Übergriffen auf die Schüler, zu hohen Sterblichkeitsraten, für die sich die kanadische Bundesregierung im Jahr 2008 entschuldigte. Nach mehreren Grabfunden an verschiedene anderen „Indian Residential Schools“ im Jahr 2021, wurde auch im Umfeld dieser Schule nach unbekannten Gräbern ehemaliger Schüler gesucht. Auf dem Grundstück des Internates fand man dann die Überreste von wahrscheinlich 182 Kindern kanadischer Ureinwohner.
Die Zuerkennung der kommunalen Selbstverwaltung für die Gemeinde erfolgte am 1. November 1905 (incorporated als City municipality).

## Demographie
Die letzte offizielle Volkszählung, der Census 2016, ergab für die Ansiedlung eine Bevölkerungszahl von 20.047 Einwohnern, nachdem der Zensus 2011 für die Gemeinde noch eine Bevölkerungszahl von 19.319 Einwohnern ergab. Die Bevölkerung nahm damit im Vergleich zum letzten Zensus im Jahr 2011 um 3,8 % zu und entwickelte sich schwächer als der Provinzdurchschnitt, dort mit einer Bevölkerungszunahme von 5,6 %. Im Zensuszeitraum 2006 bis 2011 hatte die Einwohnerzahl in der Gemeinde noch um 5,4 % abgenommen, während sie im Provinzdurchschnitt um 7,0 % zunahm.
Zum Zensus 2016 lag das Durchschnittsalter der Einwohner bei 43,1 Jahren und damit weit über dem Provinzdurchschnitt von 42,3 Jahren. Das Medianalter der Einwohner wurde mit 44,5 Jahren ermittelt. Das Medianalter aller Einwohner der Provinz lag 2016 bei 43,0 Jahren. Zum Zensus 2011 wurde für die Einwohner der Gemeinde noch ein Medianalter von 43,1 Jahren ermittelt, bzw. für die Einwohner der Provinz bei 41,9 Jahren.

## Verkehr
Cranbrook liegt am Crowsnest Highway (Highway 3) der eine wichtige Ost-West-Verbindung darstellt. In Nord-Süd-Richtung passiert der Highway 95 die Stadt.
Weiterhin ist Cranbrook durch den Cranbrook/Canadian Rockies International Airport mit den Metropolen Kanadas verbunden. Unter anderem bietet Pacific Coastal Airlines einen täglichen Linienverkehr von hier nach Vancouver.
Öffentlicher Personennahverkehr wird örtlich mit acht Linien durch das „Cranbrook Transit System“ angeboten, welches von BC Transit in Kooperation betrieben wird. Regional besteht durch das „Kimberley Transit System“ eine Verbindung nach Kimberley.

## Städtepartnerschaft
Seit 1987 ist Coeur d’Alene im US-Bundesstaat Idaho Partnerstadt von Cranbrook.

## Söhne und Töchter der Stadt
- James Brown (1909–2000), Leichtathlet
- Donald C. MacDonald (1913–2008), Politiker
- Archibald MacKinnon (* 1937), Ruderer
- Bob Murdoch (* 1954), Eishockeyspieler
- Tom Renney (* 1955), Eishockeytrainer
- Steve Yzerman (* 1965), Eishockeyspieler und -funktionär
- Greg Andrusak (* 1969), Eishockeyspieler
- Jon Klemm (* 1970), Eishockeyspieler und -trainer
- Jason Marshall (* 1971), Eishockeyspieler
- Ryan Huska (* 1975), Eishockeyspieler und -trainer
- Brad Lukowich (* 1976), Eishockeyspieler und -trainer
- Robert Fagan (* 1976), Snowboarder
- Ben Rutledge (* 1980), Ruderer
- D. W. Wilson (* 1985), Schriftsteller
- Dryden Hunt (* 1995), Eishockeyspieler
- India Sherret (* 1996), Freestyle-Skierin
- Brooklynn Proulx (* 1996), Kinderdarstellerin und Nachwuchsschauspielerin
- Bowen Byram (* 2001), Eishockeyspieler